# António Anjos
António Anjos (Dongo, Huíla, Angola, 1 de setembro de 1936 - Lisboa, Portugal, 22 de janeiro de 1995) foi um ator português. Era irmão do ator Rui Anjos.

## Biografia
Nasceu a 1 de setembro de 1936 no Dongo, em Angola.
Iniciou a sua carreira em 1956, trabalhando em diversas Companhias Teatrais como: Teatro do Gerifalto, Teatro ABC e Teatro Nacional D. Maria II.
Foram várias as suas participações na televisão e no cinema. Ficou conhecido pelo público mais jovem devido à personagem que interpretava em Rua Sésamo, o “senhor Almiro“.
A sua última cena foi na revista “Passa por mim no Rossio”, encenada por Filipe La Féria em 1991. 
Faleceu a 22 de janeiro de 1995, vítima de ataque cardíaco, aos 58 anos, em Lisboa.

## Televisão
- A Continuação da Comédia - Fernando César (1957)
- O Rei Veado - Pantaleão (1958)
- O Fidalgo Aprendiz - Pai (1970)
- Jesus Cristo em Lisboa - (1980)
- Tragédia da Rua das Flores - Reinaldo
- Resposta a Matilde - (1986)
- Mãe Coragem e os Seus Filhos - (1987)
- Uma Bomba Chamada Etelvina - (1988)
- Sétimo Direito - Dr. Romeira
- Um Chapéu de Palha de Itália - Tardiveau (1989)
- Ai a Life - (1989)
- Ricardina e Marta - Frei Roque (1989)
- Rua Sésamo - Sr. Almiro (1990)[5]
- Aqui D'el Rei! - Sepúlveda (1992)
- Sozinhos em casa - Doutor (1993)
- Nico d'Obra - João (1994)
- A Visita da Velha Senhora - Koby (1994)

## Cinema
- Malteses, burgueses e às vezes… - (1974)
- Verde por fora, vermelho por dentro - (1980)
- A Santa Aliança - (1980)
- O Judeu - (1996)

## Teatro
- 1958 - "Dois Reis e Um Sono" - Teatro Monumental (Gerifalto)[6]
- 1958 - "O Fidalgo Aprendiz" - Digressão (Gerifalto)[7]
- 1959 - "Era uma Vez... um Dragão" - Teatro Monumental (Gerifalto)[8]
- 1959 - "Carvão e Neve" - Teatro Monumental (Gerifalto)[8]
- 1959 - "O Soldadinho Medroso" - Teatro Monumental (Gerifalto)[9]
- 1960 - "A Gata Borralheira" - Teatro Monumental (Gerifalto)[10]
- 1960 - "Margarida da Rua" - Teatro Monumental[11]
- 1960 - "A Nova História da Carochinha" - Teatro Monumental (Gerifalto) [12]
- 1961 - "O Gigante Adamastor" - Teatro Monumental (Gerifalto)[13]
- 1962 - "Nunca se Sabe" - Teatro da Trindade[14]
- 1962 - "A Mantilha de Beatriz" - Teatro da Estufa Fria[15]
- 1963 - "Escola de Má-Língua" - Teatro da Trindade[16]
- 1963 - "A Rainha e os Revolucionários" - Teatro da Trindade[17]
- 1963 - "Bikini" - Teatro ABC[18]
- 1963 - "Chapéu Alto" - Teatro ABC[19]
- 1964 - "Lábios Pintados" - Teatro ABC[20]
- 1964 - "É Regar e Pôr ao Luar!" - Teatro ABC[21]
- 1964 - "Todos ao Mesmo!" - Teatro Maria Vitória[22]
- 1965 - "E Viva o Velho!" - Teatro Maria Vitória[23][24]
- 1966 - "Mini-Saias" - Teatro ABC[25]
- 1967 - "Duas Pernas… Um Milhão" - Teatro Capitólio[26]
- 1968 - "Click! Já Está" - Teatro Monumental[27]
- 1970 - "Antepassados, Vendem-se" - Teatro Experimental de Cascais[28][29]
- 1970 - "Um Chapéu de Palha de Itália" - Teatro Experimental de Cascais[30]
- 1970 - "Auto da Barca do Inferno" - Teatro Experimental de Cascais[31]
- 1976 - "Mandrágora" - Teatro do Bairro Alto (Os Cómicos)[32]
- 1976 - "Histórias de Fidalgotes e Alcoviteiras, Pastores e Judeus" - Teatro A Barraca[33]
- 1977 - "Atira o Barrete ao Ar!" - Academia Almadense/Cooperativa Teatro Popular [34]
- 1978 - "Jesus Cristo em Lisboa" - Teatro São Luiz[35]
- 1980 - "Andorra" - Teatro Aberto[36]
- 1981 - "O Judeu" - Teatro Nacional D. Maria II[37]
- 1983 - "Fernando Talvez Pessoa" - Teatro Nacional D. Maria II[38][39]
- 1989 - "As Sabichonas" - Teatro Nacional D. Maria II[40]
- 1989 - "Boulevard, Boulevard" - Instituto Franco-Português[41]